# Cocheco River
Der Cocheco River (andere Schreibweise: Cochecho River) ist ein Fluss im Südosten des US-Bundesstaats New Hampshire.
Der Cocheco River hat seinen Ursprung 0,6 km südöstlich des Marchs Pond, 1,8 km südlich von Birch Ridge. Von dort fließt der Cocheco River in überwiegend südöstlicher Richtung durch den Strafford County. Am Oberlauf befindet sich der kleine Stausee Waldron Mill Pond. An seinem Flusslauf liegen die Städte Farmington, Rochester und Dover. Südöstlich von Dover trifft der Cocheco River schließlich auf den Salmon Falls River. Beide Flüsse vereinigen sich zum Piscataqua River. Dieser bildet deren gemeinsames Ästuar. Unterhalb des Stadtzentrums von Dover machen sich die Gezeiten am Cocheco River bemerkbar. Der Cocheco River hat eine Länge von 56 km und entwässert ein Areal von 474 km². Wichtigster Nebenfluss des Cocheco River ist der Isinglass River.

## Wasserkraftanlagen
Am Flusslauf des Cocheco River befinden sich mehrere Wasserkraftanlagen
Wasserkraftanlagen in Abstromrichtung:
| Name              | Leistung in MW | Anzahl Turbinen | Lage | Betreiber           |
| ----------------- | -------------- | --------------- | ---- | ------------------- |
| Watson Dam        | 0,27           |                 | (⊙)  | Watson Assoc        |
| Cocheco Falls Dam | 0,71           |                 | (⊙)  | Cocheco Falls Assoc |

Der Cocheco Falls Dam befindet sich im Zentrum von Dover. Eine Fischleiter ermöglicht es Wanderfischen wie der Heringsart
Alosa (engl. „river herring“), dieses Hindernis am Cocheco River zu umgehen, um weiter stromaufwärts zu laichen. Der Watson Dam liegt 5 km westlich von Dover. 